# Entre amigos (programa de televisión)
Entre amigos fue un programa de televisión, inicialmente emitido por Televisión Española entre 1985 y 1987 y posteriormente en las cadenas pertenecientes a la FORTA.

## Formato
Entre amigos era un programa de variedades, emitido inicialmente la noche de los viernes, que se componía fundamentalmente de actuaciones musicales de los artistas españoles e internacionales más destacados del panorama artístico, pero también de números humorísticos, magia y otras expresiones artísticas. Todo ello amenizado con el ballet de Sally O'Neill.
Todo ello con la peculiar presentación del ventrílocuo José Luis Moreno y sus célebres muñecos, Rockefeller, Macario y Monchito.

## Historia
Emitido inicialmente en La 1 de TVE con una primera temporada de 13 programas entre el 5 de julio y el 27 de septiembre de 1985; contó con una segunda temporada en TVE de 27 programas, entre el 11 de julio de 1986 y el 9 de enero de 1987. Posteriormente, en 1989 empezó a emitirse por las cadena autonómica ETB y un año después se extendió en emisión simultánea al resto de canales que forman parte de la FORTA: Televisión de Galicia, Telemadrid, Canal Sur y Canal Nou. En esta ocasión Moreno asumió la dirección continuando con la presentación. En la temporada 1993-1994 regresó a las pantallas únicamente de  Canal Sur, contando con Juncal Rivero como copresentadora. Finalmente tuvo una última etapa en Telemadrid, presentado por Andoni Ferreño y María José Suárez, con dirección de Moreno entre el 21 de octubre de 2005 y el 20 de enero de 2006.

## Artistas invitados
Entre los artistas que pasaron por el plató del programa en sus dos etapas en TVE, se incluyen:
- Agustín Pantoja (12 de julio de 1985)
- Al Bano y Romina Power (19 de julio de 1985)
- Alaska y Dinarama (27 de septiembre de 1985)
- Alberto Cortez (26 de julio de 1985)
- Alphaville (22 de agosto de 1986)
- Ángela Carrasco (19 de julio de 1985)
- Baccara (27 de septiembre de 1985)
- Baltimora (23 de agosto de 1985)
- Basilio (13 de septiembre de 1985)
- Bertín Osborne (9 de agosto de 1985)
- Betty Missiego (12 de septiembre de 1986)
- Bravo (2 de agosto de 1985)
- Cadillac (25 de julio de 1986)
- Camilo Sesto (2 de agosto de 1985)
- Cantores de Hispalis (5 de diciembre de 1986)
- Carmen Flores (24 de octubre de 1986)
- Carmen Russo (11 de julio de 1986)
- Carmen Sevilla (2 de enero de 1987)
- Chiquetete (31 de octubre de 1986)
- Chris De Burgh (21 de noviembre de 1986)
- Cliff Richard (13 de septiembre de 1985)
- Daniela Romo (9 de agosto de 1985)
- Dúo Dinámico (27 de septiembre de 1985)
- Dyango (29 de agosto de 1986)
- Eartha Kitt (11 de julio de 1986)
- El Fary (2 de agosto de 1985)
- Elsa Baeza (2 de agosto de 1985)
- Emilio José (14 de noviembre de 1986)
- Eros Ramazzotti (13 de septiembre de 1985)
- Europe (21 de noviembre de 1986)
- F.R. David (14 de noviembre de 1986)
- Fiordaliso (26 de julio de 1985)
- Francisco (5 de julio de 1985)
- Gabinete Caligari (10 de octubre de 1986)
- Gary Low (2 de agosto de 1985)
- Georgie Dann (9 de agosto de 1985)
- Gonzalo (24 de octubre de 1986)
- Isabel Patton (13 de septiembre de 1985)
- Iva Zanicchi (28 de noviembre de 1986)
- Iván (12 de julio de 1985)
- Jeanette (19 de julio de 1985)
- Jennifer Rush (16 de agosto de 1985)
- John Paul Young (28 de noviembre de 1986)
- José Luis Perales (29 de agosto de 1986)
- José Vélez (2 de enero de 1987)
- Juan Pardo (7 de noviembre de 1986)
- Kimera (30 de agosto de 1985)
- Limahl (5 de septiembre de 1986)
- Lola Flores (23 de agosto de 1985)
- Lolita (12 de julio de 1985)
- Los Chunguitos (27 de septiembre de 1985)
- Los Marismeños (6 de septiembre de 1985)
- Love Machine (9 de agosto de 1985)
- Lucía (23 de agosto de 1985)
- Luis Cobos (2 de enero de 1987)
- Luis Miguel (16 de agosto de 1985)
- Luisa Ortega (2 de enero de 1987)
- Manolo Escobar (6 de septiembre de 1985)
- Mari Trini (5 de julio de 1985)
- María Dolores Pradera (27 de septiembre de 1985)
- María Jiménez (6 de septiembre de 1985)
- María José Santiago (6 de septiembre de 1985)
- María Ostiz (5 de julio de 1985)
- Marifé de Triana (27 de septiembre de 1985)
- Marina Rossell (19 de diciembre de 1986)
- Marujita Díaz (12 de diciembre de 1986)
- Massiel (12 de julio de 1985)
- Mecano (5 de julio de 1985)
- Mercedes Ferrer (7 de noviembre de 1986)
- Mia Patterson (30 de agosto de 1985)
- Miguel Bosé (16 de agosto de 1985)
- Miguel Ríos (26 de diciembre de 1986)
- Mocedades (11 de julio de 1986)
- Nana Mouskouri (27 de septiembre de 1985)
- Objetivo Birmania (16 de agosto de 1985)
- Olé Olé (9 de agosto de 1985)
- Olga Ramos (26 de julio de 1985)
- Orquesta Mondragón (30 de agosto de 1985)
- Pablo Abraira (19 de diciembre de 1986)
- Paloma San Basilio (27 de septiembre de 1985)
- Paolo Salvatore (19 de julio de 1985)
- Patxi Andión (27 de septiembre de 1985)
- Pedro Marín (9 de agosto de 1985)
- Pepe da Rosa (23 de agosto de 1985)
- Pet Shop Boys (14 de noviembre de 1986)
- Pimpinela (16 de agosto de 1985)
- Ricchi e Poveri (9 de agosto de 1985)
- Richard Cocciante (25 de julio de 1986)
- Rocío Dúrcal (30 de agosto de 1985)
- Rosa León (5 de diciembre de 1986)
- Salomé (5 de diciembre de 1986)
- Sandra (5 de diciembre de 1986)
- Sandra Kim (15 de agosto de 1986)
- Sara Montiel (26 de julio de 1985)
- Sergio y Estíbaliz (13 de septiembre de 1985)
- Silvia Pantoja (29 de agosto de 1986)
- Spagna (29 de agosto de 1986)
- Tino Casal (19 de julio de 1985)
- Vicky Larraz (22 de agosto de 1986)
- Víctor y Diego (5 de diciembre de 1986)
- Wilfrido Vargas (29 de agosto de 1986)
- Yuri (1 de agosto de 1986)

## Premios
- TP de Oro 1986: Personaje más popular: Macario. Ganador